# Eleocharis plana
Eleocharis plana är en halvgräsart som beskrevs av Stanley Thatcher Blake. Eleocharis plana ingår i släktet småsäv, och familjen halvgräs. Inga underarter finns listade i Catalogue of Life.